# Gruppo Calcio Alfa Romeo 1937-1938
Questa voce raccoglie le informazioni riguardanti il Gruppo Calcio Alfa Romeo nelle competizioni ufficiali della stagione 1937-1938.

## Rosa
| N. |                   | Ruolo | Calciatore         |
| -- | ----------------- | ----- | ------------------ |
|    | Italia (bandiera) | P     | Delfo Asnaghi      |
|    | Italia (bandiera) | C     | Nello Bechelli     |
|    | Italia (bandiera) |       | Carlo Bighiani     |
|    | Italia (bandiera) | A     | Vittorio Bonifacio |
|    | Italia (bandiera) | A     | Marco Bonoldi      |
|    | Italia (bandiera) | A     | Gennaro Bonsanto   |
|    | Italia (bandiera) | P     | Gaetano Cesana     |
|    | Italia (bandiera) | C     | Pietro Cini        |
|    | Italia (bandiera) | C     | Giuseppe Chiodi    |
|    | Italia (bandiera) | A     | Domenico Cremonesi |
|    | Italia (bandiera) | C     | Luigi Fava         |
|    | Italia (bandiera) | A     | Angelo Fenini      |
|    | Italia (bandiera) | D     | Mario Giannoni     |

| N. |                   | Ruolo | Calciatore          |
| -- | ----------------- | ----- | ------------------- |
|    | Italia (bandiera) | C     | Ercole Landoni      |
|    | Italia (bandiera) | A     | Leonida Lucchetta   |
|    | Italia (bandiera) | D     | Pietro Maestroni    |
|    | Italia (bandiera) | D     | Emilio Manazza      |
|    | Italia (bandiera) | D     | Franco Mari         |
|    | Italia (bandiera) | A     | Marco Perfetti      |
|    | Italia (bandiera) | A     | Luigi Pilotta       |
|    | Italia (bandiera) | A     | Celeste Rocca       |
|    | Italia (bandiera) | C     | Alberto Sacchetti   |
|    | Italia (bandiera) |       | Luigi Santambrogio  |
|    | Italia (bandiera) | D     | Gastone Staffiero   |
|    | Italia (bandiera) | P     | Archimede Valeriani |
|    | Italia (bandiera) | D     | Giovanni Vincenzi   |